# Compus de gaz nobil
Compușii gazelor nobile sunt compușii chimici care conțin în structura lor cel puțin un element chimic de tip gaz nobil, ce se află în grupa a 18-a a tabelului periodic. Deși gazele nobile sunt elemente nereactive, un număr mare de astfel de compuși derivați au fost descoperiți, în special cei ai xenonului.

## Compuși

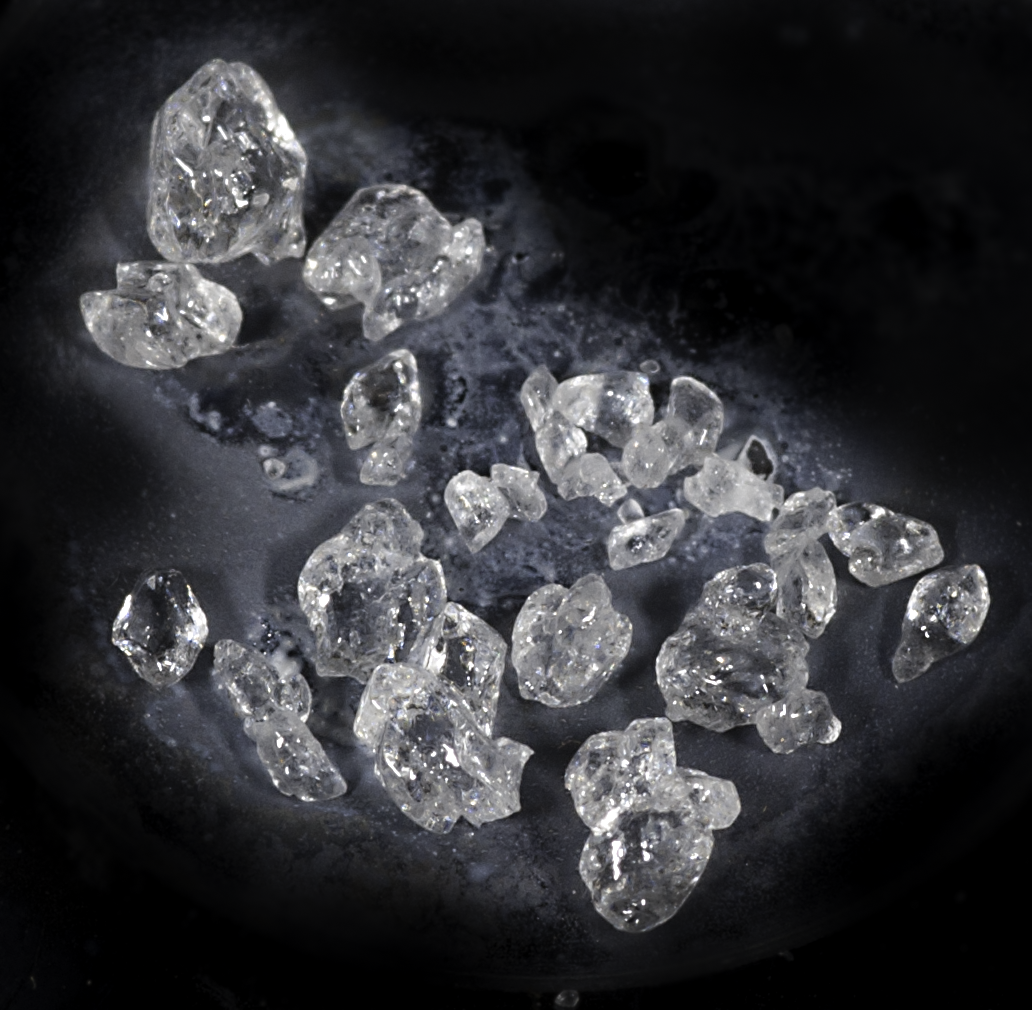
Cristale de difluorură de xenon, XeF_{2}

### Heliu și neon
Există câteva dovezi empirice și teoretice ale existenței unor compuși de heliu metastabili, care pot exista doar la temperaturi extrem de mici și în condiții extreme de presiune. Cationul stabil HeH+ a fost raportat în anul 1925, dar nu poate fi considerat un compus de sine stătător, nefiind neutru și izolabil.
Nu au fost încă descoperiți compuși adevărați ai neonului, ci doar ioni (clusteri de tip Ne
mHe+
n, unde m ia valori de la 1 la 7 și n de la 1 la 20).

### Xenon
Xenonul este cel mai reactiv dintre gazele nobile, dând o mare varietate de compuși, în special fluoruri și oxizi. Anterior primelor studii inițiale realizate în anul 1962 cu privire la fluorurile XeF4 și XeF2, au fost sintetizați alți compuși precum hexafluorura de xenon (XeF6), oxifluorurile de xenon (XeOF2, XeOF4, XeO2F2, XeO3F2, XeO2F4) și oxizii de xenon (XeO
2, XeO3 și XeO4). 

### Radon
Radonul nu este inert chimic, însă are un timp de înjumătățire scurt și o radioactivitate ridicată, ceea ce face extrem de dificilă investigarea compușilor săi. Printre aceștia se numără fluorura de radon (RnF2) și oxidul de radon (RnO3).